# Вайда ребристая
Ва́йда ребри́стая (лат. Isátis costáta) — растение; вид рода Вайда семейства Капустные, или Крестоцветные.
Вайда ребристая — один из наиболее широко распространённых видов рода.

## Ботаническое описание
Жизненная форма Вайды ребристой — двулетник, очень редко однолетник. Однолетние и двулетние особи имеют разное число метамеров вегетативных побегов, но относятся к одному феноритмотипу (характеризуются одинаковым ритмом сезонного развития). У двулетних экземпляров Вайды ребристой побеги состоят обычно из 50-60 метамеров, а у однолетних особей — из 23-27.
Стебель прямостоячий, от 40 до 120 см высоты. Корень стержневой, разветвлённый.
Прикорневые листья продолговатые или обратноланцетные, по краю слегка волнистые, сужены в черешок. Стеблевые листья — сидячие, полустеблеобъемлющие, ланцетовидные со стреловидным основанием.
Общее соцветие представляет собой сложный щиток из десяти и более паракладиев. Каждый паракладий в свою очередь несёт веточки третьего порядка, представляющие собой кисти с 15-20 цветками. Лепестки жёлтые, продолговато-обратнояйцевидные, с клиновидным ноготком, длиной до 3 мм и шириной около 2 мм. Чашелистики голые, в 1,5 раза короче лепестков. Цветоножки при плодах отклонены вниз, голые или коротко опушённые на обоих концах, длиной 5-8 мм.
Плоды Вайды ребристой — стручочки. Несмотря на созревание плодов, на верхушках кистей в это время сохраняются буроватые бутоны или недоразвитые цветки. У созревших плодов плодоножка изгибается и стручочки поникают верхушками вниз.
Прорастание семян Вайды ребристой может происходить осенью текущего года и весной следующего года. Последний вариант наблюдается чаще. Семена не теряют свою жизнеспособность, как минимум, в течение трёх лет.

## Распространение и экология
Естественный ареал Вайды ребристой — степная зона Русской равнины и Западной Сибири, а также степные участки Восточной Сибири. Вне России встречается на Кавказе, в Средней Азии и в северной Монголии.
Предпочитает каменистые участки степей, щебнистые склоны, галечники, песчаные отмели; может подниматься до 2200 метров над уровнем моря.
Ю. Е. Алексеев (в 2014 году) впервые обнаружил несколько долговременно существующих адвентивных по происхождению популяций Вайды ребристой в зоне хвойно-широколиственных лесов Заочья в Каширском районе Московской области. Заросли растения занимают здесь крутой щебнистый склон юго-западной экспозиции рядом с полотном железной дороги протяжённостью около 30 м. Пятилетние наблюдения (2009—2013 годы) показали, что численность популяции Isatis costata ежегодно меняется. Однако, каждый год развиваются цветущие и плодоносящие экземпляры. Таким образом, растение ежегодно проходит полный жизненный цикл и формирует жизнеспособные семена.

## Химический состав
Состав вайды ребристой собранной в Восточном Казахстане показан ниже:
| Фаза           | Воды (в %) | От абсолютного сухого вещества в % | От абсолютного сухого вещества в % | От абсолютного сухого вещества в % | От абсолютного сухого вещества в % | От абсолютного сухого вещества в % | Источник и район |
| Фаза           | Воды (в %) | золы                               | протеина                           | жира                               | клетчатки                          | БЭВ                                | Источник и район |
| -------------- | ---------- | ---------------------------------- | ---------------------------------- | ---------------------------------- | ---------------------------------- | ---------------------------------- | ---------------- |
| Конец цветения | 10,7       | 6,9                                | 19,5                               | 4,2                                | 28,9                               | 40,5                               | Ермаков, 1936    |
| Цветение       | 8,0        | 11,6                               | 26,0                               | 5,2                                | 15,7                               | 41,5                               | Троицкий, 1950   |

## Хозяйственное значение и использование
Isatis costata, как и другие представители рода, издавна используется для получения синей краски.
Вайда ребристая — хороший медонос и ценное кормовое растение. По зимостойкости она не уступает озимым хлебам и значительно превосходит озимый рапс и сурепицу. Как ранневесенний корм Isatis costata подходит к использованию на декаду раньше озимой ржи. В ряде районов Вайда ребристая вводится в культуру как пастбищное растение.
В Государственный Реестр селекционных достижений России допущен к использованию сорт Вайды ребристой — «Волжанка».

## Применение в медицине
В народной медицине Isatis costata применяется при заболеваниях селезёнки, инфекционных болезнях, при отравлениях.
В восточной медицине используется при лечении менингита, энцефалита, гепатита.
Наружно применяется при фурункулёзе, дерматомикозах, ранах и порезах.